# Pachnobia distensa
Pachnobia distensa là một loài bướm đêm trong họ Noctuidae.